# 아파치 슬링
아파치 슬링(Apache Sling)은 아파치 잭래빗과 같은 JSR-170 호환 (JCR) 컨텐츠 저장소 위에 컨텐츠 중심의 응용 프로그램을 작성하도록 설계된 자바 플랫폼용 오픈 소스 웹 프레임워크이다. 아파치 슬링은 개발자가 응용 프로그램 구성 요소를 OSGi 번들로 배포하거나 컨텐츠 저장소에 스크립트 및 템플릿으로 배포할 수 있도록 한다. 지원되는 스크립팅 언어는 JSP, 서버 측 자바스크립트, 루비, 벨로시티이다. 아파치 슬링의 목표는 컨텐츠 저장소의 컨텐츠를 HTTP 자원으로 표시하여 RESTful 스타일의 애플리케이션 아키텍처를 개발하는 것이다.
슬링은 "웹 응용 프로그램" 개발의 웹 측면에 중점을 두고 개발 패러다임을 통해 진정한 웹 응용 프로그램의 직관적인 RESTful 개발을 제시한다는 점에서 다른 많은 웹 응용 프로그램 프레임 워크와 차이가 있다. 다른 프레임 워크는 응용 프로그램 개발에 더 중점을 두고 있으므로 슬링을 이상적으로 확장할 수 있다.
슬링 프로젝트는 Day Software가 Day Communiqué WCM을 아파치 소프트웨어 재단에 공급하는 내부 웹 프레임 워크의 소스 기반을 기부 할 것을 제안하면서 2007년 8월 27일에 시작되었다. 이 프로젝트는 아파치 잭래빗이 후원 프로젝트로 아파치 인큐베이터에 수락되었다. 2009년 6월 18일 이 프로젝트는 아파치 최상위 레벨의 프로젝트로써 완료되었다.

## 같이 보기
- 아파치 잭래빗